# Vigneulles (Moselle)
Pour les articles homonymes, voir Vigneulles (homonymie).
Vigneulles est une ancienne commune française du département de la Moselle en région Grand Est. Elle est rattachée à celle de Lorry-lès-Metz depuis 1809.

## Toponymie
Anciennes mentions : Vineolis (1157), Vineolæ (1185), Vegnuelle (1237), Vignuelle (1300), Vignueles (1316), Vingneles (1317), Vignuelles et Vignuellez (1339), Vigneulle (1347), Vigneulle devant Mets (1491), Veigneulle (1537).
Son nom est issu du suffixe latin eolae qui a donné Vineolis vers 1157, « petite vigne », suffixe devenu eules pour donner Vigneulles en français.
En lorrain : Veigneulle.

## Histoire
À l'époque de l'Ancien régime, Vigneulles dépend des Trois-Évêchés et plus précisément du bailliage de Metz sous la coutume de cette ville. Ce lieu était le siège d'une seigneurie et d'une haute, moyenne
et basse justice qui appartenait à l'abbaye de Saint-Clément, et dont la vouerie était attachée à la seigneurie de Lorry-lès-Metz.
La commune de Vigneulles est réunie à celle de Lorry-lès-Metz par décret du 30 janvier 1809.

## Démographie
| 1793 | 1800 | 1806 |
| ---- | ---- | ---- |
| 81   | 75   | 74   |

## Lieux et monuments
- Chapelle
- Calvaire
- Lavoir

## Personnalités liées
- Philippe de Vigneulles (1471-1528), écrivain, chroniqueur et commerçant